# Синхрофазотрон

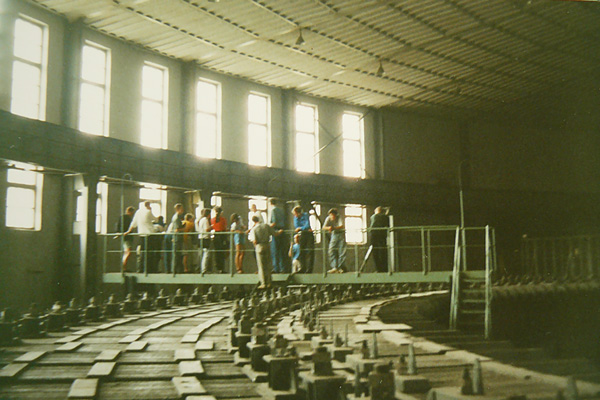
Синхрофазотрон ОІЯД (10 ГеВ)

Синхрофазотрон — прискорювач заряджених частинок, що є гібридом між синхротроном і фазотроном.
Якщо в синхротроні для прискорення ультрарелятивістських частинок магнітне поле збільшують таким чином, щоб воно відповідало зміні енергії, а в фазотроні для цієї мети застосовують збільшення частоти зміни електричного поля в ділянках прискорення, то в синхрофазотроні використовують обидва методи. 
Синхрофазотрони застосовують для прискорення важких заряджених частинок до енергій понад 1 ГеВ.
Сучасні синхрофазотрони мають великі розміри, понад кілометр. Вони складаються із секцій магнітів, в яких частинки завертаються, і проміжків прямолінійного руху із камерами, в яких відбувається прискорення. 